# Kele Le Roc
Kele Le Roc, pseudonimo di Kelly Biggs (Londra, 5 ottobre 1975), è una cantante britannica.

## Biografia
Kele Le Roc ha inizialmente ricevuto acclamo con la hit underground Let Me Know, nel 1995. Il suo album di debutto, intitolato Everybody's Somebody, è stato pubblicato quattro anni più tardi ed ha raggiunto la 44ª posizione della Official Albums Chart. È stato promosso dai singoli Little Bit of Lovin' e My Love, entrambi arrivati alla numero 8 della classifica britannica, nella quale Thinking of You, collaborazione con Curtis Lynch Jr., si è fermata al 30º posto nel 2000. Ai MOBO Awards 1999 ha vinto due premi, nelle categorie Miglior artista esordiente e Miglior singolo grazie a My Love.

## Discografia

### Album in studio
- 1999 – Everybody's Somebody

### Singoli

#### Come artista principale
- 1995 – Let Me Know
- 1998 – Little Bit of Lovin'
- 1999 – My Love
- 2009 – Retro

#### Come artista ospite
- 2000 – Thinking of You (Curtis Lynch Jr. feat. Kele Le Roc e Red Rat)
- 2001 – Romeo (Basement Jaxx feat. Kele Le Roc)
- 2003 – Feelin' U (Shy FX e T Power feat. Kele Le Roc)
- 2003 – The Things We Do For Love (Sticky feat. Kate Le Roc)